# Tata Tigor
La Tata Tigor è una berlina compatta prodotta dalla casa automobilistica indiana Tata Motors a partire dal 2017.

## Storia
La Tata Tigor nasce direttamente dallo stesso progetto che ha originato la Tata Tiago (denominato internamente Kite 5) in quanto ne rappresenta la versione berlina a quattro porte con terzo volume posteriore. Il progetto Kite nasce nel 2013 con l'intento di sviluppare due nuove vetture compatte, moderne e poco costose da offrire sul mercato indiano in sostituzione dei modelli Zest e Bolt che non hanno avuto il successo sperato in quanto non erano altro che dei profondi restyling delle precedenti Indica Vista ed Indigo Manza. Nel particolare la Tigor sostituisce la Tata Zest.
Rispetto alla Zest, la Tata Tigor è leggermente più corta di pochi millimetri, e anche il passo misura due soli millimetri in meno; la lunghezza complessiva è di 3,994 metri in quanto in India le vetture che rientrano nei limiti dei 4 metri godono di agevolazioni fiscali. I difetti che manifestava la vecchia Zest erano il baule piuttosto piccolo dalla capacità di soli 370 litri e l'apertura limitata a causa dei fanali posteriori troppo invadenti. La Tigor invece offre un baule da 415 litri e le dimensioni dei fanali posteriori sono state ridotte oltre ad essere divisi in due elementi (sulla Zest il fanale era in un unico pezzo). 
La presentazione ufficiale della Tigor avviene all'Auto Expo 2016 in versione di pre-produzione con ancora il nome progettuale Kite 5, mentre solo nel 2017 viene annunciato il nome ufficiale Tigor assegnato al modello e di conseguenza parte la produzione ufficiale con le vendite invece che iniziano nel marzo dello stesso anno sul mercato indiano. 
Essendo in pratica la versione berlina della Tiago, da quest'ultima riprende il pianale denominato Tata X1, evoluzione di quello adottato dalla Indica e successiva Bolt. Il passo rispetto alla Tiago viene allungato di 5 centimetri per incrementare l'abitabilità posteriore. La trazione è anteriore, le sospensioni utilizzano uno schema molto classico: avantreno MacPherson con barra stabilizzatrice, retrotreno a ruote interconnesse con ponte torcente. Freni anteriori a disco e posteriori a tamburo. 
La gamma motori è composta dal benzina 1,2 litri Revotron tre cilindri 12V che eroga 85 cavalli e 114 Nm di coppia massima con una trasmissione manuale a 5 marce o automatica a 6 marce e un diesel è a 1,1 litri Revotorq tre cilindri common rail 12V da 70 cavalli erogante 140 Nm di coppia massima, abbinato a un cambio manuale a 5 marce. Come la Tiago anche la Tigor viene prodotta solo con guida a destra e non è prevista l'importazione in Europa.